# 캠프벨 대 어큐프-로즈 뮤직 사건
캠프벨 대 어큐프-로즈 뮤직 사건(510 U.S. 569 (1994))은 미국 연방대법원의 저작권 소송 사건으로 상업적인 패러디도 공정이용으로 볼 수 있다는 판결이 내려진 사건이다. 금전적인 이익은 공정이용 분석의 요건중의 하나일 뿐이므로, 상업적 이용이라서 항상 공정이용에 해당하지 않는 것은 아니라는 판결이다.

## 사실 관계
랩 음악 그룹 2 라이브 크루는 로이 오르비슨의 락 발라드 곡인 '오, 프리트 워먼'을 패러디한 '프레티 워먼'이라는 노래를 작곡하였다. 2 라이브 크루의 매니저는 로이 오르비슨의 발라드 음율을 패러디로 사용하기 위하여 사용계약을 맺을 수 있는지 어큐프-로즈 뮤직에 문의를 하였다. 어큐프-로즈 뮤직은 이를 거절하였으나, 2 라이브 크루는 그럼에도 불구하고 그 패러디를 만들어 배포하였다.
거의 1년 후에, 약 25만장의 레코드가 판매가 되자 어큐프-로즈 뮤지은 2 라이브 크루와 레코드 회사였던 루크 스카이워커 레코드를 저작권 침해로 고소하였다. 지방법원은 2 라이브 크루에게 해당 노래가 패러디로서 미국 저작권법 제107조의 공정이용에 해당한다는 약식판결을 내렸다. 항소법원에서는 판결을 뒤집고 그 패러디가 패러디의 상업성이 저작권법107조의 네개의 요건중 첫 번째인 요건을 만족하지 못하였고, 세 번째 요소인 적은 양에 해당하지 않으며, 네 번째 요소인 시장에서의 영향이 있었다고 판단하였다.

## 선행판례
대법원은 2 라이브 크루의 상업적인 패러디가 미국 저작권법 제107조에 해당한다는 판결을 내렸다. 소우터 대법관은 판결문의 서두에서 저작권을 보호하면서 동시에 저작물을 사용을 다른이에게 사용을 하락하는 것은 본래부터 긴장관계가 있다며 엘렌보로우 경의 '자신이 모든 사람들의 저작권을 존중하려고 할 때, 그는 과학에 족쇄를 채워서는 안된다'라는 말을 인용하였다. 대법원은 이런 긴장에 대해서 더 부연을 하며, '폴섬 대 마쉬 사건' (Folsom v. Marsh, 9 F. Cas. 342 (C.C.D. Mass. 1841))의 스토리 판사의 분석을 제시하고 '선택된 목적과 성격, 사용된 재료의 양과 가치, 본래 저작물에 대한 판매에 미치는 영향의 정도나 감소되는 이익, 혹은 대치성을 보아야 한다'고 말하였다. 이 분석은 1976년의 저작권법의 제107조에 다음과 같이 명문화되었다.

제106조 및 제106조의 A의 규정에도 불구하고, 비평, 논평, 시사보도, 교수(학급용으로 다수 복 제하는 경우를 포함), 학문, 또는 연구 등과 같은 목적을 위하여 저작권이 있는 저작물을 복제물이나 음반으로 제작하거나 또는 기타 제106조 및 제106조의 A에서 규정한 방법으로 사용하는 경우를 포함하여 공정사용하는 행위는 저작권 침해가 되지 아니한다. 구체적인 경우에 저작물의 사용이 공정사용이냐의 여부를 결정함에 있어서 다음의 사항을 참작하여야 한다.

 ⑴ 이러한 사용이 상업적 성질의 것인지 또는 비영리적 교육목적을 위한 것인지의 여부를 포함한, 그 사용의 목적 및 성격; 

 ⑵ 저작권이 있는 원 저작물의 성격;

  ⑶ 저작권이 있는 원 저작물 전체에서 사용된 부분이 차지하는 양과 상당성; 및 

 ⑷ 이러한 사용이 저작권이 있는 저작물의 잠재적 시장이나 가치에 미치는 영향.

위의 모든 사항을 참작하는 공정사용의 결정이라면, 저작물이 미발행되었더라도 그 사실 자체만으로는 그러한 결정을 방해하지 못한다.

## 적용
대법원은 저작권법 제107조에 언급된 요소들은 각 사건별로 상황에 맞게 적용이 되어야 한다고 말하고, '패러디가 다른 저작물을 사용하는 것이 어느 정도 허용된다고 주장을 할 수 있다는 사실도 패러디 제작자와 재판부가 정확하게 선을 어디에 딱 그을지 말해 주지는 않는다. 서평이 책의 저작권이 있는 내용물을 인용하여 비평을 할 때처럼 어떤 패러디는 공정이용에 해당할 수도 있고 혹은 그렇지 않을 수도 있다. 청원자가 어떤 패러디든지 공정이용으로 보는 것이라고 가정해야 한다는 것도 어떤 언론 보도가 공정하다고 가정해야 한다는 주장보다 더 법적으로사 실제로나 타탕성이 높은 것이 아니다.'

### 이용의 목적과 성격
2 라이브 크루의 패러디의 목적과 성격을 볼 때 법원은 변형이 더 많을 수록 나머지 세 요소의 중요성은 작아진다고 보았다. 그리고, 새로운 저작물의 상업적인 성격은 소니 미국법인 대 유니버설 시티 스튜디오 사건(464 U.S. 417)에서 보듯이 목적과 성격을 파악하는데 하나의 요소에 지나지 않는다고 하였다. 그리고 항소심에서 이 부분을 간과했다고 판시하였다.

### 원래 저작물의 성격
소우터 대법관은 제107조의 두 번째 요소인 '원래 저작물의 성격'에 대해서는 이 번 사건이나 다른 패러디 사건에서는 판단의 유익이 없다고 하였는데, 그 이유는 패러디의 예술적인 가치는 이전의 유명한 저작물의 느낌을 그대로 가져오는 능력에 있기 때문이라고 보았다.

### 양과 상당성
법원은 세 번째 요소에 대해서 항소법원이 2 라이브 크루가 오르비슨의 원곡을 과도하게 복제했다는 법적인 판단에 잘못이 있다고 보았다. 소우터 대법관은 2 라이브 크루가 사용한 양과 상당성은 "Oh, Pretty Woman"이라는 패러디를 만들려는 밴드의 목적에 부합한다고 판단하였다. 대법관의 대다수가 '패러디에서 원래 곡의 가사의 첫 소절과 도입부의 음악을 사용한 것은 원곡의 핵심까지 도달하고 이것으로부터 패러디가 의도하는 것을 쉽게 알아차리게 하려는 것이다'고 판단하였다. 대법원은 새 저작물은 전체적으로 볼 때에 오르비슨의 가사로부터 분명하게 출발하여 아주 다른 음악을 만들어 냈다고 보았다.

### 시장에서의 영향
마지막 요소에 대해서는 대법원은 항소법원이 시장에 끼친 영향에 대해서 잘못 판결했다고 보았다. 일반적으로 패러디는 시장에서 다른 기능을 가지고 있으므로 원 저작물의 시장을 대치하지 않는다고 하였다. 어큐프-로즈가 2 라이브 크루가 패러디 랩을 녹음하였고 또 다른 랩 그룹이 파생 랩을 녹음하려고 허락을 구한 적이 있다는 잠재적인 파생 랩 시장에 대한 증거를 제시하였지만, 법원은 그 파생 랩 시장이 2 라이브 크루의 패러디로 인하여 손상을 입었다는 증거는 없다고 하였다. 법원은 어떤 음악가든 '비평을 원할 때 칭찬만을 원하므로' 어떤 음악가가 패러디를 이익이 많은 파생시장으로 보지는 않을 것이라고 하였다.
대법원은 이 사건을 파기하여 환송하였다.

### 별개의 의견
별개의 의견으로 케네디 대법관은 패러디의 정의에 대한 의견을 작성하였다. 그는 패러디의 범위를 명확하게 할 필요가 있음을 지적하였다. 패러디는 원 저작물에 대하여 유머스럽거나 아이로니한 비평을 하는 경우에만 공정이용에 해당한다고 하였다. 즉, 단순하게 원 저작물을 우스꽝스럽게 사용하는 것이 아니라 창조적인 유머가 있어야 한다고 하였다. 이것은 공정이용의 4가지 요소 중 첫 번째와 세 번째, 그리고 내 번째 요소와 관련이 있다고 주장하였다. 그는 해당 저작물이 정당한 패러디인지 확신할 수 없다고 하였으며 향후 상업적인 유사물을 패러디로 합법화시키지 않도록 주의해야 한다고 하였다.

## 화의
환송심에서는 양측이 법원 밖에서 화의를 하였고 어큐브-로즈가 소를 취하하였다. 2 라이브 크루는 화의의 조건으로 라이선스를 하기로 하였다. 어큐브-로즈는 화의를 통해서 금전을 받았다고 말했지만 조건들은 공개되지 않았다.